# Поход Абулхайр-хана в Моголистан
Поход Абулхайр-хана в Моголистан — последний поход правителя Государства кочевых узбеков Абулхайр-хана. Поход имел цель разгромить обоснованное на западе Моголистана между р. Чу и горой Козыбасы (также Козы Баши) Казахское ханство. Поход был совершен в конце лета 1468 года — начале зимы 1469 года по направлению Волга — Ала Так — Кызыл Надир — Жеты Кудык.

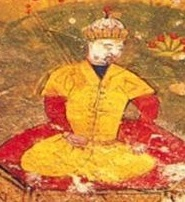
Абулхайр-хан

## Поход
В 1468 году Абулхайр-хан отправился в поход с целью подчинить себе ушедших от него казахских правителей Керея и Жанибека. В пути, когда войско Абулхайр-хана дошло до местности Ак-Кишлак Абулхайр-хан простудился и быстро скончался, в результате чего поход пришлось свернуть.

## Последствия
Ставший новым ханом после смерти Абулхайр-хана его сын Шайх-Хайдар не смог удержать в своих руках власть и быстро был свергнут и убит. Власть в большей части улуса перешла в руки Керея и Жанибека. Факт реставрации власти урусидов в казахстанской историографии считается основанием Казахского ханства. Власть потомков Абулхайр-хана прекратилась с образованием Казахского ханства на территории Восточного Дешт-и-Кипчака.